# Водники (платформа)
Во́дники — остановочный пункт Савёловского направления Московской железной дороги в городе Долгопрудном Московской области, станция линии МЦД-1 «Белорусско-Савёловский» Московских центральных диаметров.
Названа в 1951 году по находящемуся неподалёку посёлку Водники. Прежнее название — 19 км.
Платформы имеют S-образную форму, из-за чего помощнику машиниста перед отправлением электропоезда приходится выходить на специальный помост за тем, чтобы проследить за закрытием дверей в хвостовой части состава. Из-за такого строения платформы несколько увеличено количество несчастных случаев, происходящих с пассажирами, переходящими пути. Западная (московская) платформа имеет в середине лестничный марш, исторически оставшийся со времен короткой платформы. На платформе имеется здание билетной кассы и павильона, построенных в сталинском стиле. Состоит из двух боковых платформ, соединённых между собой настилом. Для пассажирского и грузового движения используются 2 электрифицированных (постоянный ток, 3000 вольт) пути. Касса находится на западной платформе, от которой отправляются поезда в сторону Москвы.
Минимальное время движения от Савёловского вокзала — 29 минут. Входит в состав Московских центральных диаметров, линия МЦД-1.
К северу от платформы расположен переезд Московской улицы, соединяющей Лихачёвское и Дмитровское шоссе. До 2017 года на Московской улице в часы «пик» возникали большие пробки: из-за частого движения электропоездов шлагбаум не успевал открыться за время между проходом поездов. В 2015 году начато сооружение эстакады над платформой. В сентябре 2017 года строительство эстакады было закончено, а переезд вывели из эксплуатации.
В окрестностях находятся: Котовский залив, микрорайоны Водники и Новые Водники, село Котово и деревня Щапово (входят в городскую черту Долгопрудного), яхт-клубы «Аврора», «Водник» и «Спартак», Московский яхтенный порт, тренировочная вейк-линия. До укрупнения военных комиссариатов недалеко располагался и городской военкомат Долгопрудного.